# Netelia platypes
Netelia platypes är en stekelart som först beskrevs av Joseph Augustine Cushman 1930.  Netelia platypes ingår i släktet Netelia och familjen brokparasitsteklar. Inga underarter finns listade i Catalogue of Life.